# کیهان‌گاه‌شناسی هسته‌ای
کیهان‌گاه‌شناسی هسته‌ای (به انگلیسی: Nucleocosmochronology) تکنیکی است که برای تعیین مقیاس‌های زمانی اجسام و رویدادهای نجومی استقاده می‌شود. در این تکنیک، از مقایسه نسبتهای فراوانی پرتوزاهای سنگین و ایزوتوپهای پایدار با نسبتهای اولیه پیش‌بینی شده در نظریه هسته زایی، برای محاسبه سن شکل‌گیری اجرام آسمانی استفاده می‌شود.
از جمله موارد استفاده آن می‌توان به کاربرد آن در تعیین سن خورشید ( ۴٫۵۷±۰٫۰۲ بیلیون سال) و دیسک نازک کهکشانی (۸٫۸±۱٫۸ میلیارد سال) اشاره کرد.